# Sites mégalithiques de l'Allier
Cet article présente la liste des sites mégalithiques de l'Allier, en France.

## Répartition géographique
| \| Moulins Montluçon Vichy \| Répartition géographique des mégalithes. · : dolmen - : menhir |
| Moulins Montluçon Vichy                                                                      |

## Inventaire non exhaustif
| Nom usuel                | Commune                   | Remarque                              | Protection       | Coordonnées                 | Illustration |
| ------------------------ | ------------------------- | ------------------------------------- | ---------------- | --------------------------- | ------------ |
| Pierre-Magnia            | Andelaroche               | menhir                                |                  |                             |              |
| Dolmens                  | Bègues                    |                                       | détruits en 1812 |                             |              |
| Pierre levée             | Bizeneuille               |                                       | détruite         |                             |              |
| Table du Loup            | Bizeneuille               | dolmen douteux                        |                  | 46° 25′ 15″ N, 2° 43′ 34″ E |              |
| Croix de Bransat         | Bransat                   | possible christianisation d'un menhir |                  | 46° 19′ 20″ N, 3° 14′ 09″ E |              |
| Menhir des Autais        | Le Brethon                |                                       |                  | 46° 34′ 47″ N, 2° 44′ 40″ E |              |
| Pierre-qui-Danse         | Courçais                  | menhir                                |                  | 46° 29′ 11″ N, 2° 27′ 22″ E |              |
| Cabane du Loup           | Doyet                     | dolmen                                |                  |                             |              |
| Croix Brouze             | Estivareilles             | menhir christianisé                   |                  | 46° 25′ 52″ N, 2° 38′ 28″ E |              |
| Croix de la Grenouillère | Estivareilles             | menhir christianisé                   |                  | 46° 25′ 35″ N, 2° 36′ 39″ E |              |
| Quayre-Saint-Martin      | Gannat                    | menhir                                |                  | 46° 06′ 10″ N, 3° 11′ 24″ E |              |
| Dolmen de la Bourse      | Gipcy                     |                                       | ruiné            | 46° 28′ 43″ N, 3° 03′ 32″ E |              |
| Menhir de Givarlais      | Givarlais                 | menhir christianisé                   |                  | 46° 27′ 35″ N, 2° 38′ 48″ E |              |
| Menhir de la Maugarnie   | Hérisson                  |                                       |                  | 46° 30′ 55″ N, 2° 45′ 55″ E |              |
| Menhir de Montchenin     | Hérisson                  |                                       |                  |                             |              |
| Mégalithes de Lamaids    | Lamaids                   | 2 dolmens, 1 menhir                   | détruits         |                             |              |
| Menhir du Pirolet        | Louroux-Hodement          |                                       |                  | 46° 26′ 53″ N, 2° 43′ 04″ E |              |
| Menhir du Mont           | Louroux-Hodement          |                                       |                  | 46° 26′ 28″ N, 2° 43′ 00″ E |              |
| La Fugasse               | Mazerier                  |                                       |                  |                             |              |
| Croix-Pierrot            | Montvicq                  | dolmen                                | ruiné            |                             |              |
| Dolmen                   | Neuilly-le-Réal           |                                       | détruit en 1855  |                             |              |
| Menhir du Mas            | Prémilhat                 |                                       | détruit          |                             |              |
| Menhir                   | Saint-Bonnet-de-Rochefort |                                       | détruit          |                             |              |
| Menhir du Petit-Bournet  | Tortezais                 | christianisé                          |                  | 46° 26′ 07″ N, 2° 52′ 14″ E |              |
| Menhir de Venas          | Venas                     |                                       |                  | 46° 28′ 47″ N, 2° 45′ 40″ E |              |
| Pierre-Chevriaie         | Le Vilhain                | menhir                                |                  | 46° 33′ 39″ N, 2° 47′ 47″ E |              |
| Dolmen de Labussière     | Ygrande                   |                                       | détruit          |                             |              |